# Madide
Madide (ou Madibe) est une localité du Cameroun située dans l'arrondissement de Bogo, le département du Diamaré et la région de l’Extrême-Nord. Elle fait partie du lawanat de Bogo-Nord.

## Population
En 1975, la localité comptait 623 habitants, dont 552 Peuls et 71 Massa.
Lors du recensement de 2005, on y a dénombré 1 168 personnes.